# Hemiscopis
Hemiscopis és un gènere d'arnes de la família Crambidae.

## Taxonomia
- Hemiscopis expansa (Warren, 1892)
- Hemiscopis intermedialis (Munroe, 1977)
- Hemiscopis lophopedalis (de Joannis, 1927)
- Hemiscopis purpureum (Inoue, 1982)
- Hemiscopis sanguinea (Bänziger, 1987)
- Hemiscopis suffusalis (Walker, 1866)
- Hemiscopis violacea (T. P. Lucas, 1892)